# Georg Hainz

Georg Hainz (1630-1700) est un peintre baroque allemand. On l'appelle parfois Heintz ou Hinz.